# Варяжанка
Варяжа́нка — річка в межах Люблінського воєводства (Польща) та Шептицького району Львівської області (Україна). Ліва притока Західного Бугу (басейн Вісли). 

## Опис
Загальна довжина Варяжанки приблизно 35 км (в межах України 16 км), площа басейну 238 км². Заплава двостороння, подекуди заболочена (особливо в нижній течії).

## Розташування
Витоки розташовані між селами Жнятин та Хлопятин (Польща), серед пологих пагорбів Сокальського пасма (частина Волинської височини). Українсько-польський кордон перетинає на захід від села Варяж, впадає в Буг на північний схід від села Шихтарі. 
Річка дуже покручена — тече спочатку на схід, далі на північ, потім знову на схід, знову на північ і, зрештою, на північний схід. 